# Taça dos Campeões Europeus de Hóquei em Patins de 1987-88
A Taça dos Campeões Europeus de Hóquei em Patins de 1988 foi a 23ª edição da Taça dos Campeões.
O Hockey Club Liceo da Coruña conquistou o seu 2.º título consecutivo ao derrotar o Hockey Novara na final.

## Equipas participantes
| País               | Clube           | Classificação                                                     |
| ------------------ | --------------- | ----------------------------------------------------------------- |
| Alemanha Ocidental | ERG Iserlohn    | Campeão da Liga Alemã-Ocidental de 1986/87                        |
| Bélgica            | Kurink HC       | Wild Card                                                         |
| Espanha            | Liceo da Coruña | Campeão da Liga Espanhola de 1986/87 e Campeão Europeu de 1986/87 |
| Espanha            | FC Barcelona    | 2.º lugar da Liga Espanhola de 1986/87                            |
| França             | La Vendéenne    | Campeão da Liga Francesa de 1986/87                               |
| Inglaterra         | Southsea RHC    | Campeão da Liga Inglesa de 1986/87                                |
| Itália             | Hockey Novara   | Campeão da Liga Italiana de 1986/87                               |
| Países Baixos      | RHC Residentie  | Campeão da Liga Neerlandesa de 1986/87                            |
| Portugal           | FC Porto        | Campeão da Liga Portuguesa de 1986/87                             |
| Suíça              | SC Thunerstern  | Campeão da Liga Suíça de 1986/87                                  |

## Jogos

### 1ª Eliminatória
| Equipa 1     | Total | Equipa 2       | 1.ª Mão | 2.ª Mão |
| ------------ | ----- | -------------- | ------- | ------- |
| La Vendéenne | 7-37  | Hockey Novara  | 3-13    | 4-24    |
| RESG Walsum  | 7-9   | SC Thunerstern | 4-2     | 3-7     |

### Fase Final
|  | Quartos-de-final | Quartos-de-final | Quartos-de-final | Quartos-de-final |                |                | Meias-finais | Meias-finais | Meias-finais |  |               | Final | Final | Final |
|  |                  |                  |                  |                  |                |                |              |              |              |  |               |       |       |       |
|  | 1                | Hockey Novara    | 5                | 5                |                |                |              |              |              |  |               |       |       |       |
|  | 8                | FC Barcelona     | 5                | 4                |                |                |              |              |              |  |               |       |       |       |
|  | 8                | FC Barcelona     | 5                | 4                |                | Hockey Novara  | 11           | 6            |              |  |               |       |       |       |
|  |                  |                  |                  |                  |                | Hockey Novara  | 11           | 6            |              |  |               |       |       |       |
|  |                  | RHC Residentie   | 3                | 3                |                |                |              |              |              |  |               |       |       |       |
|  | 4                | RHC Residentie   | 3                | 3                | RHC Residentie | 6              | 6            |              |              |  |               |       |       |       |
|  | 4                |                  |                  |                  | RHC Residentie | 6              | 6            |              |              |  |               |       |       |       |
|  | 5                | Kurink HC        | 4                | 4                |                |                |              |              |              |  |               |       |       |       |
|  | 5                | Kurink HC        | 4                | 4                |                |                |              |              |              |  | Hockey Novara | 2     | 1     |       |
|  |                  |                  |                  |                  |                |                |              |              |              |  | Hockey Novara | 2     | 1     |       |
|  |                  | Liceo da Coruña  | 1                | 4                |                |                |              |              |              |  |               |       |       |       |
|  | 3                | Liceo da Coruña  | 1                | 4                | Southsea RHC   | 3              | 2            |              |              |  |               |       |       |       |
|  | 3                |                  |                  |                  | Southsea RHC   | 3              | 2            |              |              |  |               |       |       |       |
|  | 6                | SC Thunerstern   | 1                | 7                |                |                |              |              |              |  |               |       |       |       |
|  | 6                | SC Thunerstern   | 1                | 7                |                | SC Thunerstern | 2            | 1            |              |  |               |       |       |       |
|  |                  |                  |                  |                  |                | SC Thunerstern | 2            | 1            |              |  |               |       |       |       |
|  |                  | Liceo da Coruña  | 11               | 7                |                |                |              |              |              |  |               |       |       |       |
|  | 2                | Liceo da Coruña  | 11               | 7                | FC Porto       | 4              | 2            |              |              |  |               |       |       |       |
|  | 2                |                  |                  |                  | FC Porto       | 4              | 2            |              |              |  |               |       |       |       |
|  | 7                | Liceo da Coruña  | 0                | 7                |                |                |              |              |              |  |               |       |       |       |
|  | 7                | Liceo da Coruña  | 0                | 7                |                |                |              |              |              |  |               |       |       |       |

### Quartos-de-final
| Equipa 1       | Total | Equipa 2        | 1.ª Mão | 2.ª Mão |
| -------------- | ----- | --------------- | ------- | ------- |
| Hockey Novara  | 10-9  | FC Barcelona    | 5-5     | 5-4     |
| RHC Residentie | 12-8  | Kurink HC       | 6-4     | 6-4     |
| Southsea RHC   | 5-8   | SC Thunerstern  | 3-1     | 2-7     |
| FC Porto       | 6-7   | Liceo da Coruña | 4-0     | 2-7     |

### Meias-finais
| Equipa 1       | Total | Equipa 2        | 1.ª Mão | 2.ª Mão |
| -------------- | ----- | --------------- | ------- | ------- |
| Hockey Novara  | 17-6  | RHC Residentie  | 11-3    | 6-3     |
| SC Thunerstern | 3-18  | Liceo da Coruña | 2-11    | 1-7     |

### Final
| Equipa 1      | Total | Equipa 2        | 1.ª Mão | 2.ª Mão |
| ------------- | ----- | --------------- | ------- | ------- |
| Hockey Novara | 3-5   | Liceo da Coruña | 2-1     | 1-4     |

| Campeão Europeu 1987-88         |
| ------------------------------- |
|                                 |
| HC Liceo da Coruña (2.º título) |

### Internacional
- Ligações para todos os sítios de hóquei
- Mundook- Sítio com notícias de todo o mundo do hóquei
- Hoqueipatins.com - Sítio com todos os resultados de Hóquei em Patins